# If (Lied)
If ist ein Lied der britischen Rockband Pink Floyd, das an vierter Stelle auf dem 1970 erschienenen Album Atom Heart Mother platziert ist. Der Song wurde für das Best-of-Album Echoes: The Best of Pink Floyd nominiert, scheiterte jedoch.

## Konzept
Komponiert wurde der Song von Roger Waters und baut in E-Dur auf. Ähnlich wie das ein Jahr zuvor herausgebrachte Grantchester Meadows von Ummagumma, trägt If bukolisch-folkige Züge mit dem Hang zur Beschreibung des inneren Erlebens. Waters hatte während der Zeit der späten 1960er und frühen 1970er Jahre Gefallen an pittoresken Balladengestaltungen entwickelt. Mit Ron Geesin hatte er dies außerhalb von Pink Floyd im Soundtrack für den Pop-Art-Film The Body erprobt.

## Aufführung
If wurde am 16. Juli 1970 live bei Peel's Sundy Concert im Paris Theatre des BBC in London aufgeführt. Dabei spielte Richard Wright neben seiner Farfisa-Orgel auch E-Bass. Es wurde auf den Tourneen nur sehr selten gespielt.
Später erst spielte Roger Waters If zahlreiche Male auf seinen Solo-Touren während der 'The Pros and Cons of Hitch Hiking'-Tour der Jahre 1984/85 und 1987 anlässlich der Radio K.A.O.S.-Tour. Bei diesen Tourneen wurden Texte und Musik des Stücks noch erweitert.

## Musiker
- Roger Waters – Gesang, Akustische Gitarre, E-Bass
- David Gilmour – Slide-Gitarre, E-Gitarre
- Richard Wright – Klavier, Elektronische Orgeln
- Nick Mason – Schlagzeug